# 1931 en sport automobile
Chronologie du Sport automobile
1930 en sport automobile - 1931 en sport automobile - 1932 en sport automobile

## Faits marquants de l'année1931
- L’Anglais Donald Healey remporte le Rallye Monte-Carlo sur une Invicta.
- Première édition du championnat d'Europe des pilotes de "Formule". Sans gagner une seule des quatre courses au programme (GP de France, Italie, Belgique et Allemagne), le pilote italien Ferdinando Minoia (Alfa Romeo) est sacré.

## Par mois

### Février
- 5 février : à Daytona Beach, Malcolm Campbell établit un nouveau record de vitesse terrestre : 396,03 km/h.

### Mars
- 29 mars : victoire d'Achille Varzi de l'écurie Bugatti au Grand Prix de Tunisie.

### Avril
- 19 avril : Grand Prix de Monaco.

### Mai
- 24 mai : Grand Prix d'Italie.
- 30 mai : 500 miles d'Indianapolis.

### Juin
- 7 juin:
  - Grand Prix de Lviv.
  - Grand Prix de l'Eifel.
- 13 juin : départ de la neuvième édition des 24 Heures du Mans.
- 14 juin : victoire de Lord Howe et Henry Birkin sur une Alfa Romeo aux 24 Heures du Mans.
- 21 juin : victoire de Louis Chiron et Achille Varzi au Grand Prix de France.

### Juillet
- 12 juillet : Grand Prix de Belgique.
- 19 juillet : Grand Prix d'Allemagne.

### Août
- 2 août : Grand Prix de l'AVUS.
- 16 août : Grand Prix de Pescara.

### Septembre
- 6 septembre : Grand Prix de Monza.
- 27 septembre : Grand Prix de Tchécoslovaquie.

## Naissances
- 6 mars : Jimmy Stewart, pilote automobile écossais. († 3 janvier 2008).
- 13 avril : Dan Gurney, pilote américain, ayant obtenu 4 victoires en 86 Grands Prix de Formule 1 de 1959 à 1970.
- 18 mai : Bruce Halford, pilote de course anglais. († 2 décembre 2001).
- 30 juin : Brian Muir, pilote australien. († 11 septembre 1983).
- 24 septembre : Mike Parkes, ingénieur et pilote britannique, († 28 août 1977).
- 6 novembre : Peter Collins, pilote britannique, qui disputa le championnat du monde de Formule 1 de 1952 à 1958. († 3 août 1958).
- 28 novembre : Claudine Bouchet, pilote et copilote de rallye française.

## Décès
- 5 mai : Glen Kidston, pilote automobile et aviateur britannique, l'un des Bentley Boys. (° 23 janvier 1899).